# The Alchemist's Euphoria
The Alchemist's Euphoria je sedmé studiové album britské skupiny Kasabian. Vyšlo 12. srpna 2022 u vydavatelství Sony Music Entertainment. Jedná se o první album, na kterém se nepodílel bývalý zpěvák skupiny Tom Meighan.

## Pozadí alba
Na albu se jakkoliv nepodílel bývalý hlavní zpěvák skupiny Tom Meighan, který byl v roce 2020 ze skupiny vyhozen, kvůli napadení své přítelkyně Vikki Ager. Podle dostupných informací se jednalo o ojedinělý incident. Meighan podstoupil léčení a pár se dal po roce zpět dohromady.
Meighanovu pozici hlavního zpěváka zcela zastoupil druhý zpěvák skupiny Sergio Pizzorno.
Stálým členem kapely se stal kytarista Tim Carter, který se podílel na všech albech od West Ryder Pauper Lunatic Asylum. Od roku 2013 působil v kapele jako kytarista na turné.
Album produkoval člen skupiny Sergio Pizzorno a hudební producent Fraser T. Smith. Z alba vzešly čtyři singly – „Alygatyr“, „Scriptvre“, „Chemicals“ a „The Wall“.

## Seznam skladeb
| Pořadí         | Název                          | Délka |
| -------------- | ------------------------------ | ----- |
| 1.             | "Alchemist"                    | 2:39  |
| 2.             | "Scriptvre"                    | 3:49  |
| 3.             | "Rocket Fuel"                  | 3:02  |
| 4.             | "Strictly Old Skool"           | 3:07  |
| 5.             | "Alygatyr"                     | 3:45  |
| 6.             | "Æ Space"                      | 0:48  |
| 7.             | "The Wall"                     | 3:29  |
| 8.             | "T.U.E (The Ultraview Effect)" | 5:45  |
| 9.             | "Stargazr"                     | 4:56  |
| 10.            | "Chemicals"                    | 3:31  |
| 11.            | "Æ Sea"                        | 0:33  |
| 12.            | "Letting Go"                   | 3:03  |
| Celková délka: | Celková délka:                 | 38:27 |

## Obsazení
Kasabian
- Sergio Pizzorno – zpěv, basová kytara, kytary, syntezátory, klavír, programování
- Chris Edwards – basová kytara, doprovodné vokály
- Ian Matthews – bicí, perkuse
- Tim Carter – kytara, varhany, perkuse, programování

Ostatní hudebníci
- Fraser T. Smith – klávesy, basová kytara, programování